# Šarbanovac (Bor)
Šarbanovac (Servisch cyrillisch Шарбановац) is een plaats in de Servische gemeente Bor. De plaats telt 1836 inwoners (2002).